# Христо Калинкачев
Христо Делев Калинкачев (на гръцки: Χρίστος Καλλιγκάτσης) e гръцки революционер, деец на Гръцката въоръжена пропаганда.

## Биография
Калинкачев е роден на 14 юли 1871 година във Воден в семейството на Дельо Калинкачев, живеещо близо до църквата „Свети Безсребреници“. Според други сведения е роден в 1869 година. Калинкачев развива активна прогръцка дейност, многократно ходи до Солун, където си сътрудничи с консула Ламброс Коромилас и особено с избрания член на Центъра за национална отбрана Атанасиос Екзадактилос. Екзадактилос го изпраща през март 1907 година на важни мисии в Битоля и Лерин. На 15 декември 1907 година пред кафенето му български дейци правят неуспешен опит да го убият и гръцкият воденски комитет му назначава като охрана Ставри Ичанов от Катраница. Жена му Олимпия Калинкачева също е видна деятелка на гръцката пропаганда във Воден. Техен син е юристът и политик Парисис Калинкацис.